# Meconema meridionale
Meconema meridionale är en insektsart som beskrevs av Costa, A. 1860. Meconema meridionale ingår i släktet Meconema och familjen vårtbitare. Inga underarter finns listade i Catalogue of Life.

## Bildgalleri

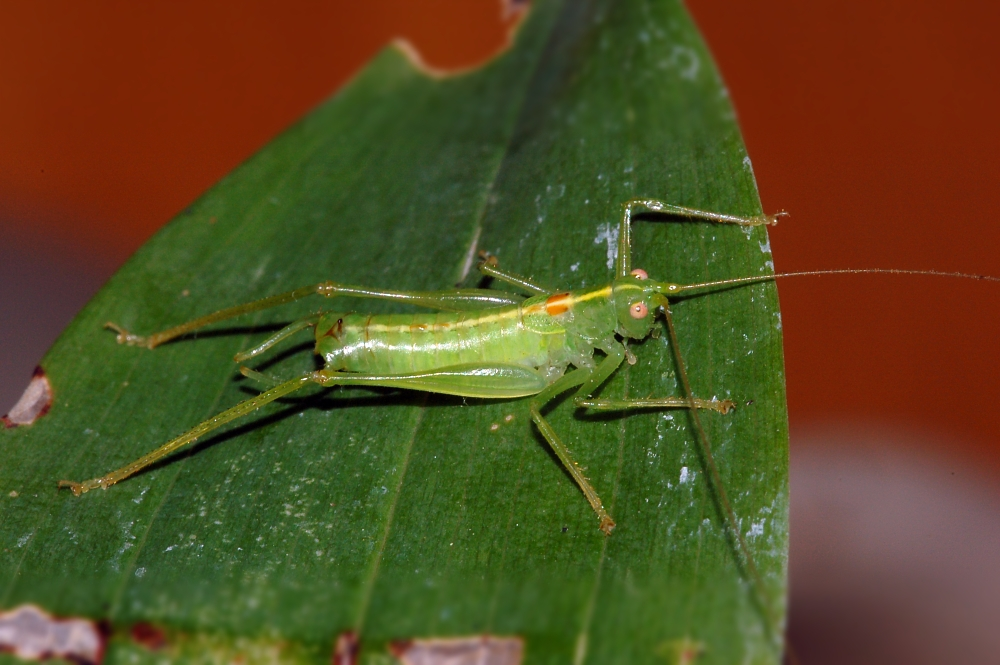
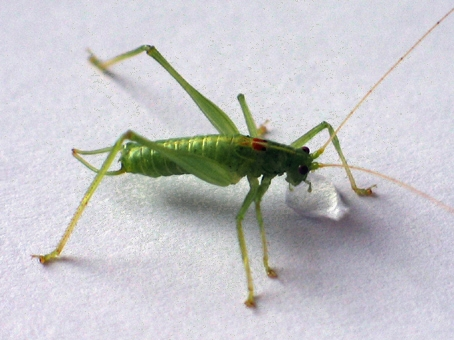
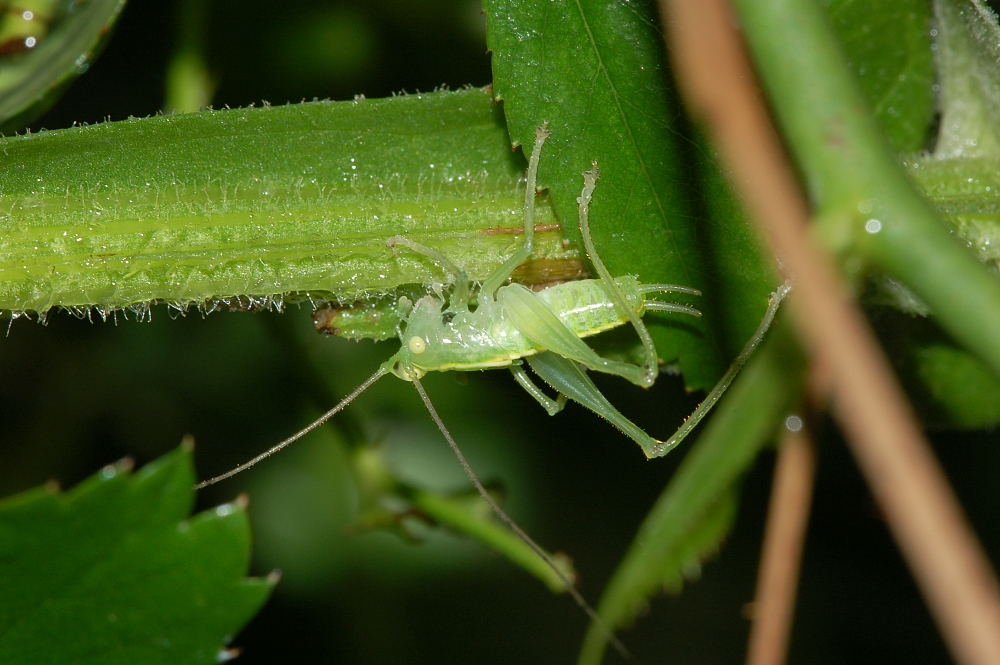
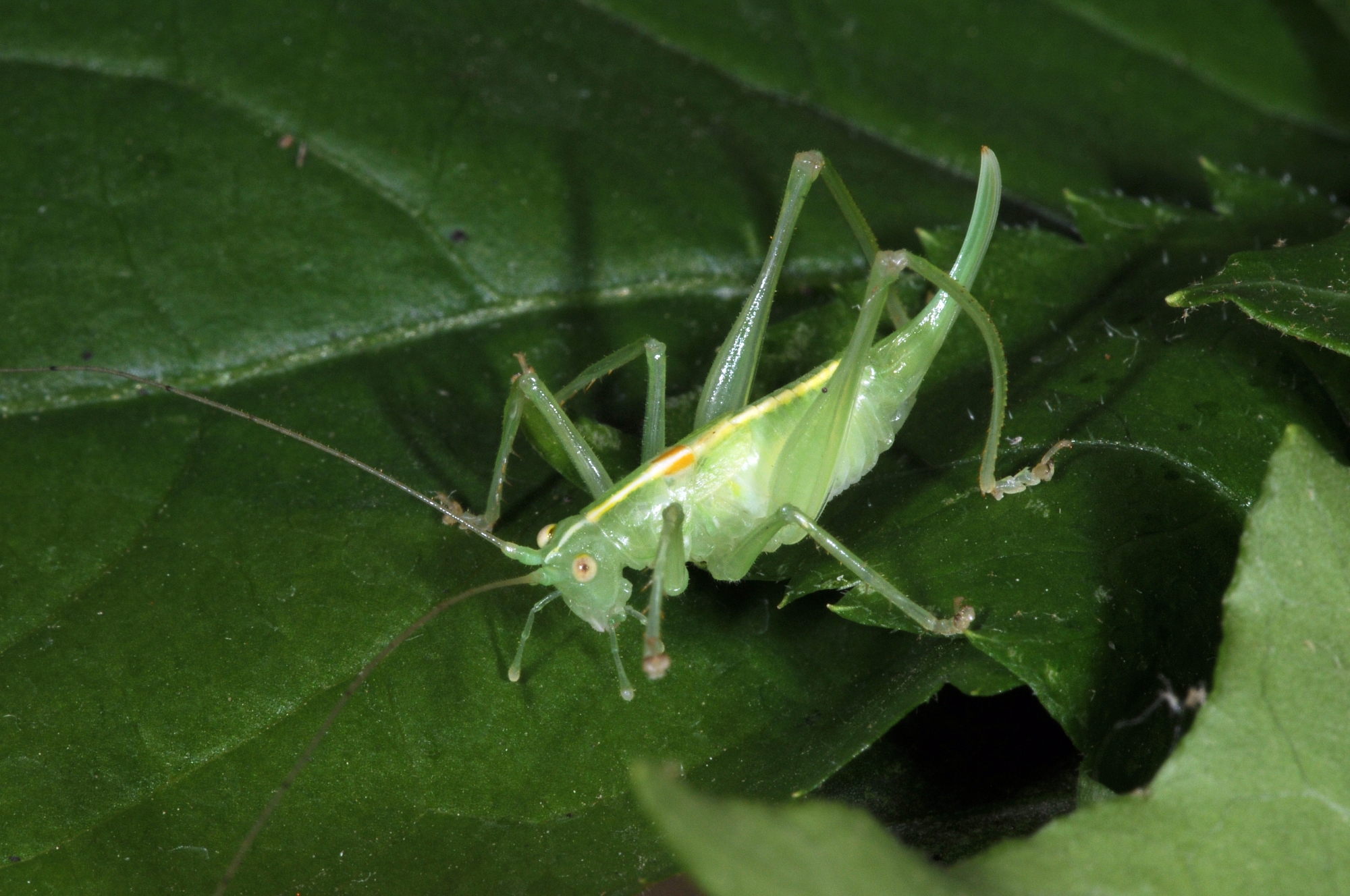
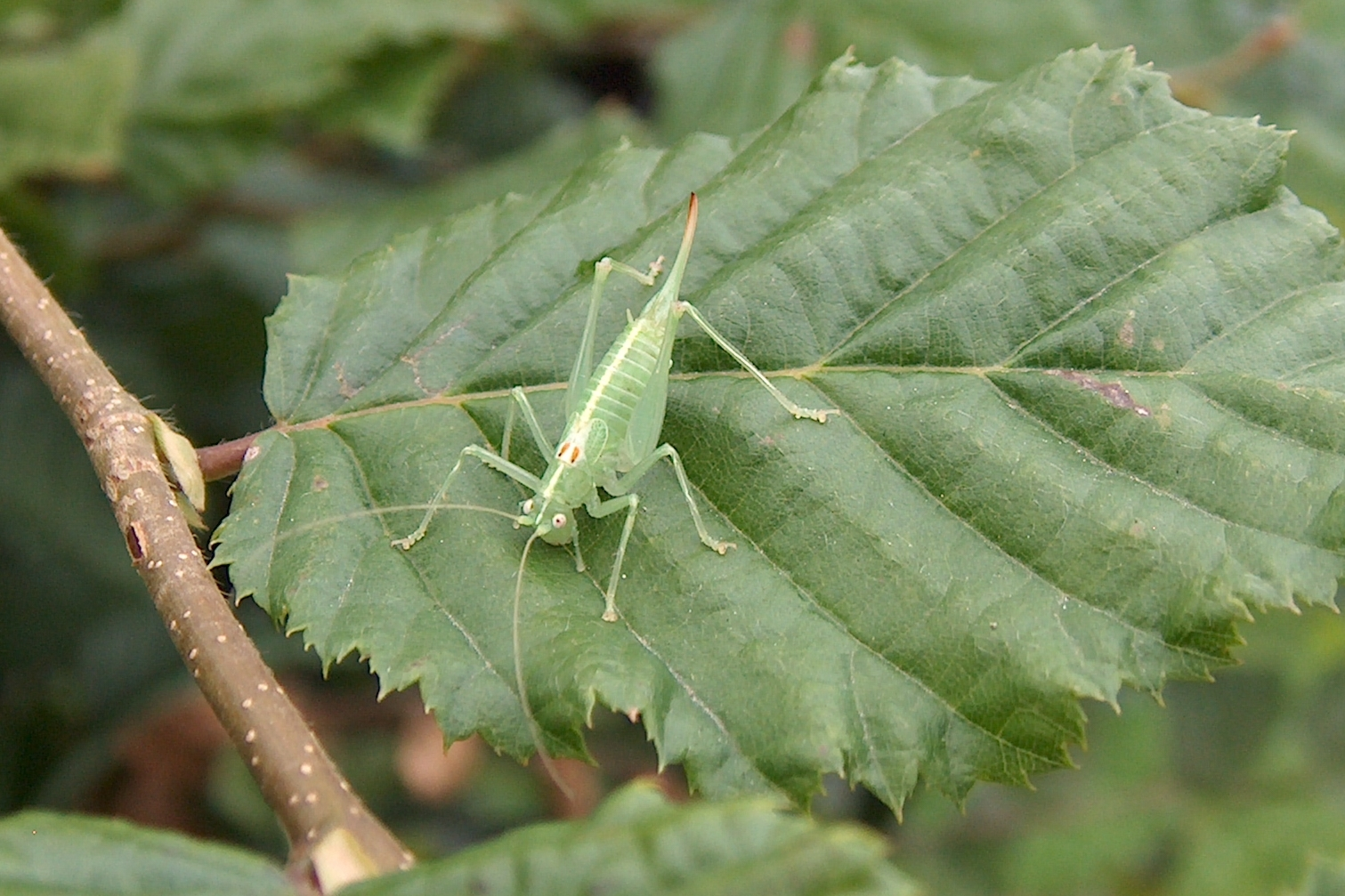
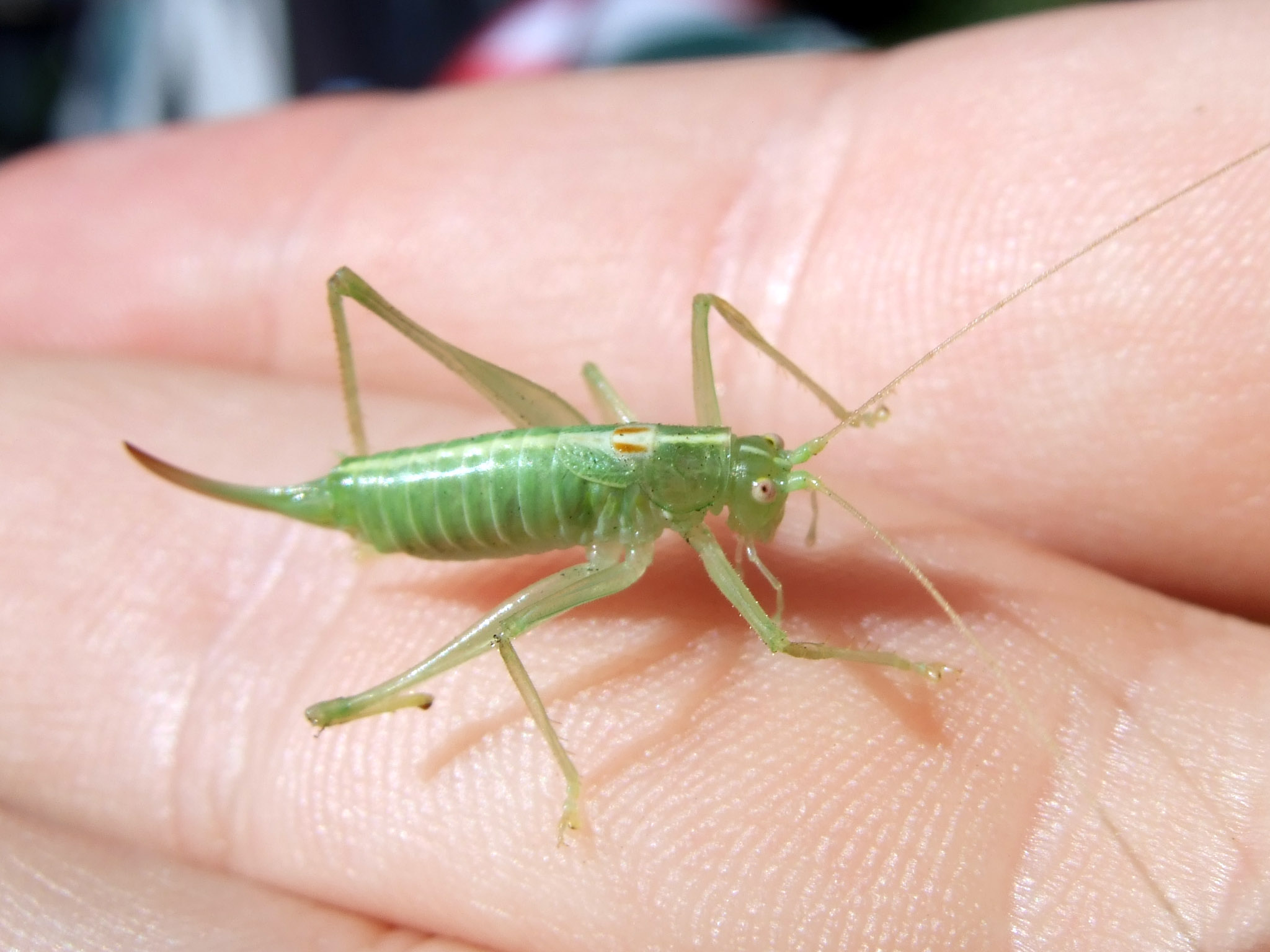